# سن پدرو گارزا گارسیا
سن پدرو گارزا گارسیا (به اسپانیایی: San Pedro Garza García) از شهرهای کشور مکزیک است که در ایالت نوئوو لئون قرار دارد و جمعیت آن طبق سرشماری سال ۲۰۱۰ میلادی ۱۱۹٬۰۱۷ نفر بوده است.